# 哈根布伦
哈根布伦是奥地利下奥地利州科尔新堡县的一个市镇。总面积13.43平方公里，总人口1791人，人口密度133.4人/平方公里（2005年）。